# Lagos Cathedral
Los lagos Cathedral  son dos lagos estadounidenses situados  en el condado de Mariposa , en el centro de California. Los lagos se encuentran dentro del parque nacional de Yosemite.
Los lagos están situados a 1,6 km  al suroeste del pico Cathedral y 3,2 al noreste del lago Tenaya. El lago inferior se encuentra a una altitud de 2831 metros, mientras que el lago superior se encuentra a una altitud de  2922 metros. La superficie conjunta de los dos lagos es de 26 hectáreas.